# Timmesøbjerg-borgen
Timmesøbjerg-borgen er et bronzealder-borganlæg beliggende på Timmesøbjerg i Store Klinteskov ved Møns Klint på Møn. Bakken har stejle skrænter mod øst, syd og vest. Mod nord til nordøst er der gravet dobbeltgrave. I området ligger der mange gravhøje. 
I 2010 udgravede Museerne Vordingborg anlægget. Inden udgravningen regnede man med at anlægget var bygget i middelalderen, men kulstof-14-analyse fund giver en datering omkring 1100-500 f.kr., altså slutningen af bronzealderen.
Borganlægget, der ligger på en 113 meter høj bakketop, og består af en tredobbelt træpalisade, der efterfølgende er blevet suppleret af tre volde, bygget af kridt.
Ved undersøgelsen blev der lavet en grøft gennem forsvarsværkerne og profilerne blev registreret. Der blev ikke gjort nogle fund, men der blev udtaget trækul til datering. 
Det er sandsynligt, at Timmesøbjerg har været et tilflugtssted, når fremmede både viste sig på Østersøen.